# Champ sauvage
Pour plus de détails, voir Fiche technique et Distribution.
Champ sauvage (Дикое поле) est un film russe réalisé par Mikhaïl Kalatozichvili, sorti en 2008,.

## Fiche technique
- Photographie : Piotr Doukhovski
- Musique : Alekseï Aïgi
- Décors : Sergeï Avstrievskikh, Olga Farafontova
- Montage : Dmitri Doumkin

## Prix et récompenses
- Festival du cinéma russe à Honfleur 2008 : grand prix, prix du public et prix du meilleur rôle masculin-ex-aequo pour Oleg Dolin (ru)